# René Moawad
René Moawad (Arabisch: رينيه معوض) (Zgharta, 17 april 1925 – Beiroet, 22 november 1989) was een Libanees politicus.

## Achtergrond en opleiding
Moawad, een Maronitisch Christen, werd in Noord-Libanon geboren. Hij was een telg uit een vooraanstaande familie. Zijn vader was Anis Bey Moawad, burgemeester van Zgharta en hoofd van de Moawad-clan. Zijn moeder was Evelyn Shalhoub. René Moawad ontving onderwijs aan de De La Salle School in Tripoli en de Sint Jozef Hogere School te Aintoura. Hij studeerde daarna rechten aan de Université de Saint-Joseph in Beiroet. In 1947 studeerde hij af en werkte voor het advocatenkantoor van Abdallah El-Yaffi, een voormalig premier. In 1951 opende hij zijn eigen advocatenkantoor in Tripoli.

## Politieke carrière
Moawad deed in 1951 zijn intrede in de politiek toen hij als kandidaat op de lijst van Hamid Franjieh meedeed aan de parlementsverkiezingen
voor de Nationale Vergadering voor het district Zgharta. Hij werd echter niet gekozen. Hoewel hij de verkiezingen verloor, was zijn alliantie met de machtige Franjieh-familie een feit geworden. In 1957 werd hij echter wel in de Nationale Vergadering gekozen. Hij werd herkozen in 1960, 1964, 1968 en in 1972.
In 1952 werd Moawad korte tijd gevangen gehouden in Aley vanwege zijn rol tijdens de demonstraties tegen president Beshara al-Khoury, maar na de val van Khoury en de installatie van Camille Chamoun als president (september 1952) werd Moawad vrijgelaten.
Moawad was een aanhanger van het Shehabisme van Foead Shehab. Tijdens Shehabs presidentschap (1958-1964) was Moawad voorzitter van het Parlementaire Rechtscomité en het Parlementaire Comité voor Financiën en Begroting. Hij was 31 oktober 1961 tot 20 februari 1964 onder premier Rashid Karami (ook een Shehabist) minister van Posterijen en Communicatie. Hij was een persoonlijke vriend van Charles Hélou en hielp mee met de verkiezing van de Shehabist Hélou tot president (1964). Dit was tegen de verwachtingen in van Suleiman Franjieh, de presidentskandidaat uit Zgharta. Zijn loyaliteit aan zijn regio was dus kleiner dan zijn loyaliteit aan het Shehabisme. Moawas was hierna minister van Openbare Werken van 16 januari tot 24 november 1969 in het zesde kabinet van Rashid Karami.
In 1970 brak Moawad met het Shehabisme toen hij bij de presidentsverkiezingen op Suleiman Franjieh stemde en niet op de Shehabistische kandidaat Elias Sarkis. Franjieh werd tot president gekozen.
Tijdens de Libanese Burgeroorlog (1975-1992) bleef Moawad neutraal en distantieerde zich van de overwegend door Maronieten beheerste Libanees Front. Zoals veel politici uit het noorden van Libanon onderhield Moawad goede relaties met de Syriërs die zich intensief in de oorlog mengden.
Op 25 oktober 1980, tijdens de Libanese Burgeroorlog werd Moawad minister van Nationaal Onderwijs en Schone Kunsten onder president Elias Sarkis (die Franjieh in 1976 was opgevolgd) en premier Shafiq al-Wazzan. Hij bleef minister tot het verstrijken van het ambtstermijn van Sarkis (24 september 1982). Zijn relatie met Suleiman Franjieh kwam dat jaar onderdruk te staan toen hij bij de presidentsverkiezingen op Bashir Gemayel van de Falangistische Partij stemde. Gemayel werd dat jaar verkozen tot president. Hoewel Franjieh kwaad was over Moawad's stemgedrag, leed hun persoonlijke vriendschap hier maar weinig onder.

## Presidentsverkiezing en moordaanslag
Nadat in 1989 het Akkoord van Ta'if was gesloten, dat beoogde een einde te maken aan de burgeroorlog, kwamen de leden van de Nationale Vergadering (Libanees parlement, waartoe Moawad ook nog steeds behoorde, op 5 november 1989 bijeen op de Vliegbasis Qoleiat om een nieuwe president te kiezen. De leden van de Nationale Vergadering kozen René Moawad tot opvolger van de in 1988 afgetreden president Amin Gemayel. In 1988 was de Nationale Vergadering er niet in geslaagd om een opvolger te kiezen. Moawad was een neutrale figuur en daarom ook acceptabel voor de Syriërs. Hij weigerde echter hun marionet te zijn.
Zeventien dagen na zijn verkiezing woonde Moawad een feestelijke viering van de Libanese Onafhankelijkheidsdag bij. Bij zijn terugreis werd een 250 kg zware autobom tot ontploffing gebracht terwijl de presidentiële autocolonne passeerde. Moawad en 23 anderen kwamen hierbij om het leven. Het is nog steeds onduidelijk wie de aanslag heeft gepleegd of wie de opdrachtgever was. Sommigen wijzen met de beschuldigende vinger naar Syrië: Moawad onderhield weliswaar goede relaties met de Syriërs, maar weigerde hun marionet te zijn. Anderzijds kan de aanslag ook net zo goed gepleegd zijn door radicale Christenen en Moslims.

## Familie
René Moawad was getrouwd met Nayla Najib Issa al-Khoury (1940), familie van de eerste president van Libanon na de onafhankelijkheid, Beshara al-Khoury. Moawad was zelf altijd een politieke opponent van Khoury. Het echtpaar kreeg twee kinderen: in 1966 een dochter, Rima Moawad, die gestudeerd heeft aan de Harvard University in de Verenigde Staten van Amerika en thans rechter is, en in 1972 een zoon, Michel Moawad, die aan de Sorbonne Universiteit in Frankrijk studeerde en net als zijn zuster rechter is. Daarnaast is Michel Moawad tevens zakenman.
Nayla Moawad, de weduwe van René, richtte de René Moawad Stichting op. Deze stichting promoot de dialoog, vrede en sociale gerechtigheid tussen de verschillende groepen in Libanon. Nayla Moawad werd 1991 in de Nationale Vergadering gekozen. Zij is een fel tegenstandster van de Syrische aanwezigheid in Libanon en behoort tot de Qornet Shehwan Vergadering, een belangrijke politieke partij. In 2004 kondigde ze aan mee te willen doen aan de presidentsverkiezingen, maar dat ging niet door omdat president Émile Lahouds termijn met drie jaar werd verlengd.